# Liste der Monuments historiques in Mazerier
Die Liste der Monuments historiques in Mazerier führt die Monuments historiques in der französischen Gemeinde Mazerier auf.

## Liste der Bauwerke
| Bezeichnung                                     | Beschreibung                       | Standort | Kennzeichnung | Schutzstatus | Datum | Bild           |
| ----------------------------------------------- | ---------------------------------- | -------- | ------------- | ------------ | ----- | -------------- |
| Château de Langlard (Fotos in der Base Mérimée) | Schloss, erbaut im 15. Jahrhundert | (Lage)   | PA00093151    | Inscrit      | 1929  |                |
| Kirche St-Saturnin                              | Erbaut im 11./12. Jahrhundert      | (Lage)   | PA00093152    | Classé       | 1990  | weitere Bilder |
| Viaduc de Neuvial                               | Viadukt, erbaut 1869               | (Lage)   | PA00093153    | Inscrit      | 1965  | weitere Bilder |

## Liste der Objekte
| Bezeichnung                                                         | Beschreibung           | Standort                                 | Kennzeichnung | Schutzstatus | Datum | Bild |
| ------------------------------------------------------------------- | ---------------------- | ---------------------------------------- | ------------- | ------------ | ----- | ---- |
| Weihwasserbecken und gotisches Reliquiar (Foto in der Base Palissy) | Stein                  | in der Kirche St-Saturnin (Lage)         | PM03001417    | Inscrit      | 1982  |      |
| Skulptur Madonna mit Kind (gestohlen) (Foto in der Base Palissy)    | Holz                   | ehemals in der Kirche St-Saturnin (Lage) | PM03001418    | Inscrit      | 1982  |      |
| Wandmalerei Anbetung der Heiligen Drei Könige (Foto links außen)    | 1380                   | in der Kirche St-Saturnin (Lage)         | PM03000232    | Classé       | 1986  |      |
| Wandmalerei Jüngstes Gericht (Fotos in der Base Palissy)            | zwischen 1470 und 1485 | im Château de Langlard (Schloss) (Lage)  | PM03000233    | Classé       | 1907  |      |